# Dipartimento di Mayo-Binder
Il dipartimento di Mayo-Binder è un dipartimento del Ciad facente parte della provincia di Mayo-Kebbi Ovest. Ha come capoluogo la città di Binder.

## Comuni
Il dipartimento comprende i seguenti comuni:
- Binder
- Mboursou
- Mbourao
- Ribao